# ビゼーニャ
ビゼーニャ（イタリア語: Bisegna）は、イタリア共和国アブルッツォ州ラクイラ県にある、人口約200人の基礎自治体（コムーネ）。

## 地理

### 位置・広がり

#### 隣接コムーネ
隣接するコムーネは以下の通り。
- ジョーイア・デイ・マルシ
- オルトーナ・デイ・マルシ
- ペスカッセーロリ
- スカンノ
- ヴィッララーゴ